# Torenveen
Torenveen is een buurtschap in de gemeente Aa en Hunze, in de Nederlandse provincie Drenthe. Het is gelegen aan de gelijknamige weg tussen Gieterveen en Gasselternijveen
De oude route van Torenveen loopt over een zandpad dat nog steeds de verbinding vormt tussen de adressen Torenveen 2 tot en met 6 en Torenveen 8. Door dit zandpad wordt de weg gesplitst. Aan de noordzijde bevindt zich de buurtschap Bonnerveen. Beide buurtschappen liggen in de voormalige markegronden van Bonnen.
De naam Torenveen verwijst naar de vorm van een van de percelen. Dit perceel liep spits toe en deed daarom denken aan een torenspits.
In januari 2005 stelde de provincie Drenthe € 497.812 subsidie beschikbaar voor het Natuurontwikkelingsproject Torenveen (135 ha) van de Stichting Het Drentse Landschap. Dit plan is een onderdeel van de realisatie van de natte as in het Hunzeproject.